# اندیس سنگ تزئینی (گرانیت) گوشه۳
سنگ تزئینی (گرانیت) گوشه۳ یک اندیس مصالح ساختمانی است که در حوالی شهر درود استان لرستان قرار دارد و مادهٔ معدنی موجود در آن، سنگ تزئینی است.سنگ میزبان این اندیس گرانیت است  